# Spectrobasis viridis
Spectrobasis viridis är en fjärilsart som beskrevs av W. Warren 1906. Spectrobasis viridis ingår i släktet Spectrobasis och familjen mätare. Inga underarter finns listade i Catalogue of Life.